# Sla-zeggeroest
De sla-zeggeroest (Puccinia opizii) is een heteroecische roestschimmel behorend tot de familie Pucciniaceae. Deze biotrofe parasiet komt voor op sla (Lactuca), muursla (Mycelis) en melkdistel (Sonchus). Op zegge (Carex) worden teliosporen  en urediniosporen gevormd.

## Kenmerken
Hij is te herkennen:
- op sla (Lactuca) aan de relatief kleine aeciosporen (15-18 × 13-16 µm)
- op muursla (Mycelis muralis) de enige roestsoort die uitsluitend aecia vormt
- op gekroesde melkdistel en gewone melkdistel (Sonchus asper en Sonchus oleraceus) aan de aanwezigheid van uitsluitend spermogonia
- op akkermelkdistel (Sonchus arvensis) aan de aeciosporen die een celwand hebben van 1 µm dik (en niet dunner).

## Verspreiding
De sla-zeggeroest komt voor in Europa en Noord-Amerika. In Nederland komt hij uiterst zeldzaam voor. De soort werd in 2014 voor het eerst aangetroffen op een sla uit een moestuin in Doorwerth. Eerder was de soort ook al aangetroffen op sla, maar toen viel de mogelijkheid van import uit buitenland niet uit te sluiten.

## Foto's

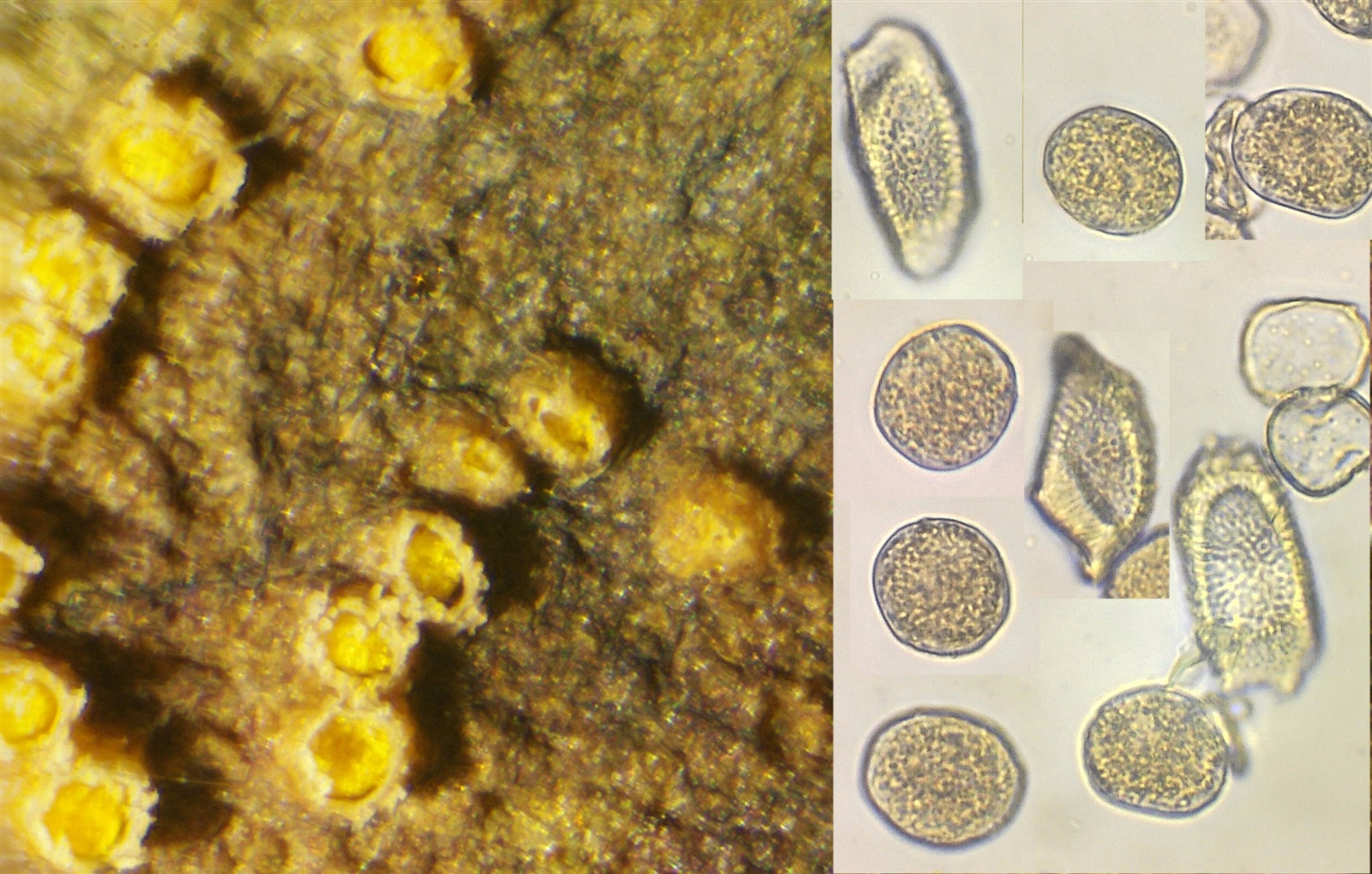
Aecia en aeciosporen
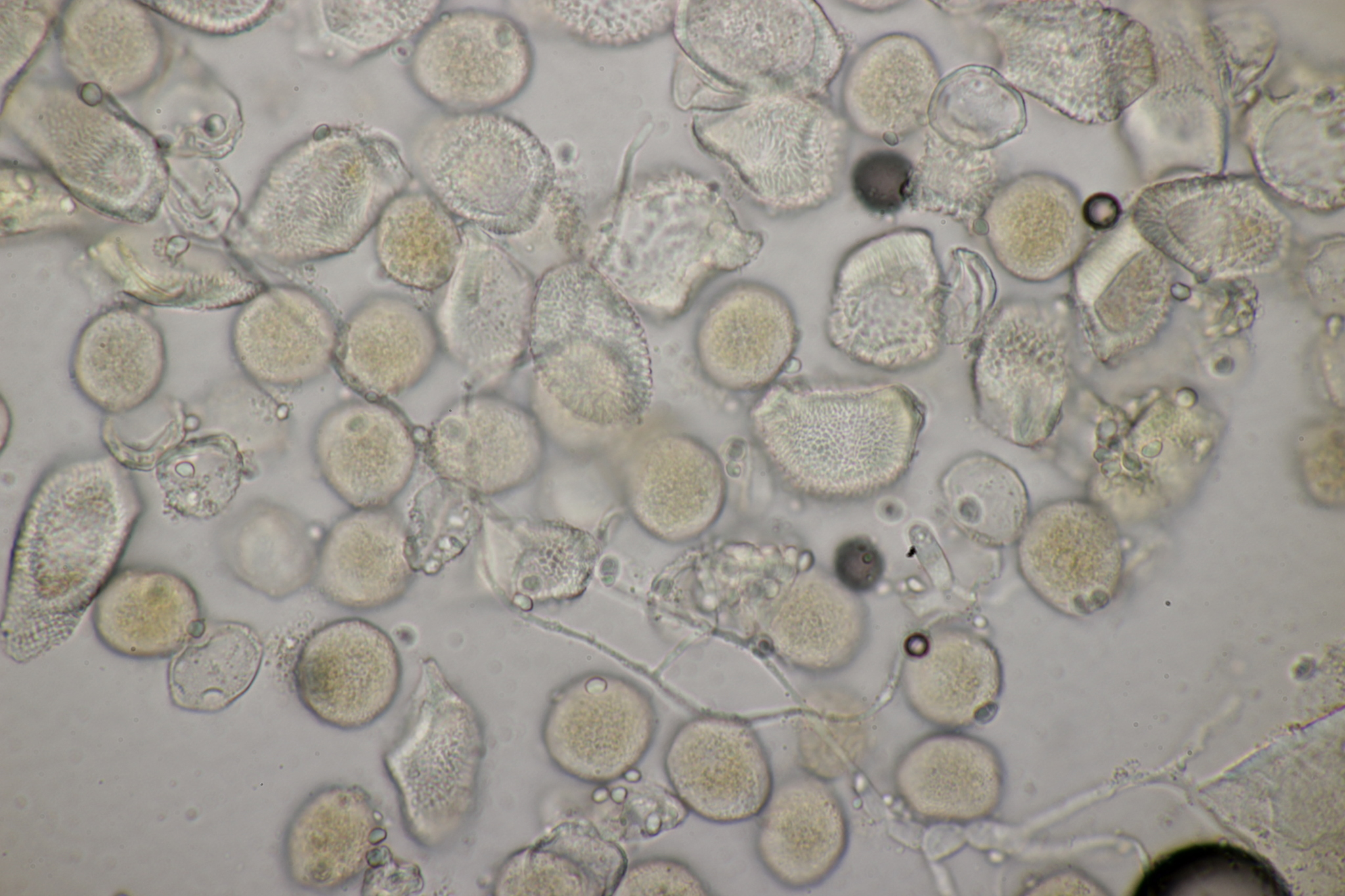
Aeciosporen
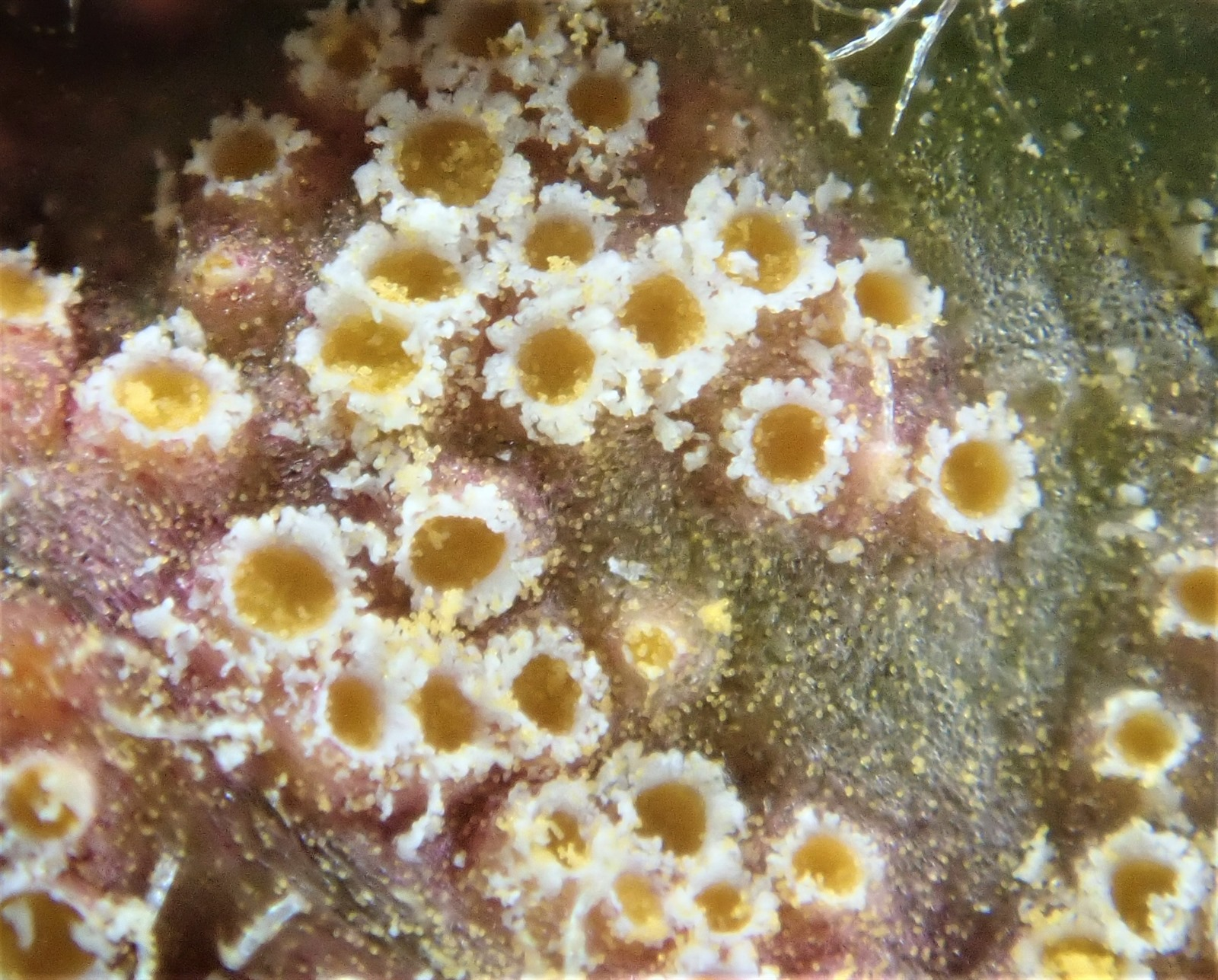
Aecia